# SP-135
A SP-135 é uma rodovia transversal do estado de São Paulo, administrada pelo Departamento de Estradas de Rodagem do Estado de São Paulo (DER-SP).

## Denominações
Recebe as seguintes denominações em seu trajeto:
Nome:	Margarida da Graça Martins, Rodovia
- De - até:	SP-306 (Santa Bárbara D'Oeste) - SP-308 (Piracicaba)
- Legislação: LEI 12.999 DE 15/05/2008

## Descrição
Faz a ligação entre as cidades de Santa Bárbara d'Oeste e Piracicaba. Essa rodovia possui mão dupla, atuando como rota de acesso à loteamentos de chácaras de recreio e áreas rurais dos dois municípios que corta.
Recebeu essa denominação em 4 de dezembro de 2008, em uma homenagem póstuma à fundadora da cidade de Santa Bárbara d'Oeste, Dona Margarida da Graça Martins.
Principais pontos de passagem: SP 306 (Santa Bárbara d'Oeste) - SP 308 (Piracicaba).

## Características

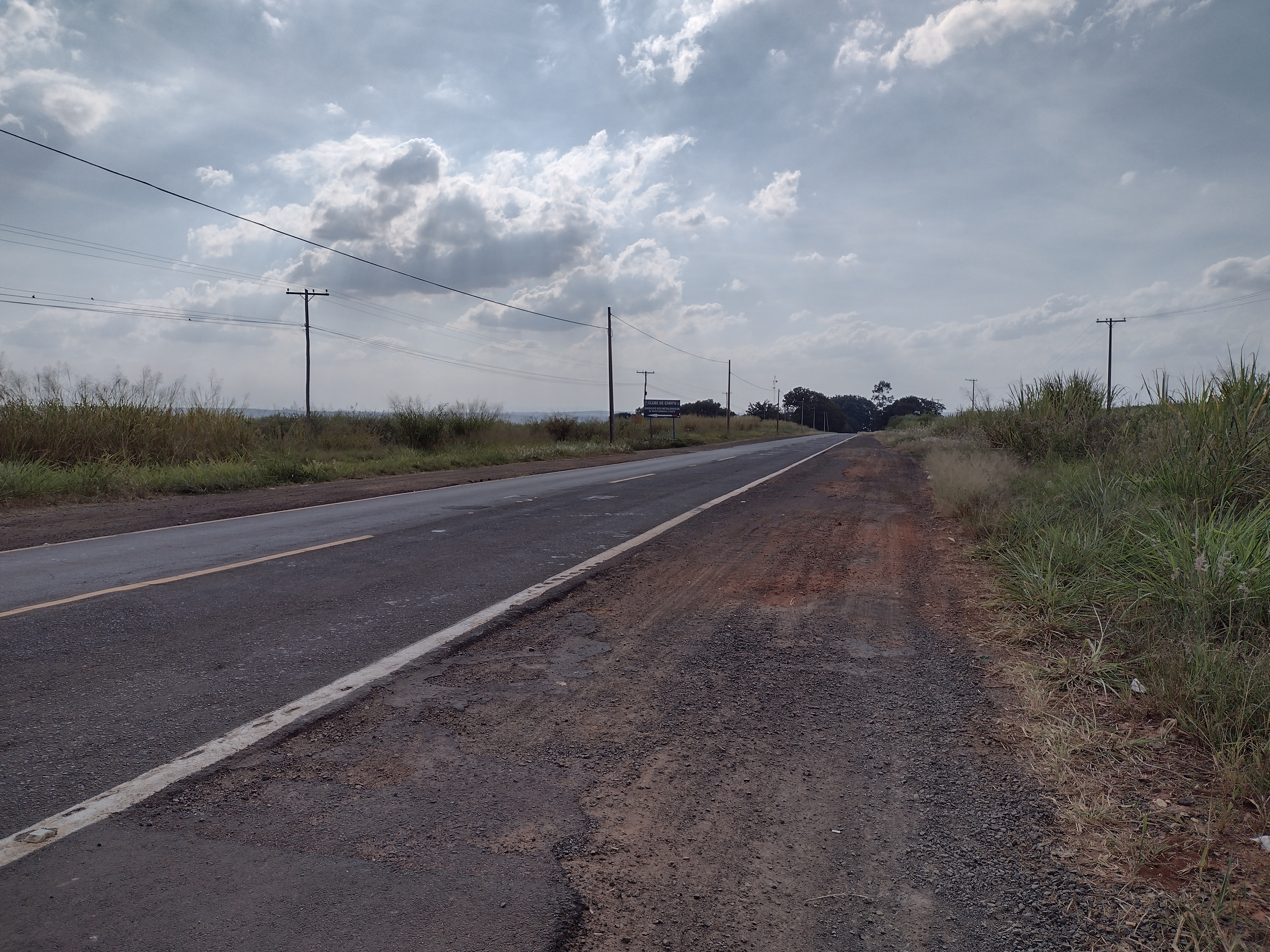
Trecho da SP-135 em Santa Bárbara d'Oeste.

### Extensão
- Km Inicial: 0,000
- Km Final: 22,500

### Localidades atendidas
- Santa Bárbara d'Oeste
- Tupi
- Piracicaba